# Winrich Behr
Winrich Behr (Berlino, 22 gennaio 1918 – Hubbelrath, 25 aprile 2011) è stato un militare e ufficiale tedesco, decorato con la Croce di Cavaliere della Croce di Ferro nel corso della seconda guerra mondiale.  Dopo la fine del conflitto divenne noto per la sua apparizione come testimone contemporaneo nella serie televisiva di Guido Knopp sulla seconda guerra mondiale.

## Biografia
Nacque a Berlino il 22 gennaio 1918, e lì negli anni trenta del XX secolo frequentò il Ginnasio Francese. Arruolatosi nella Wehrmacht fu promosso sottotenente il 1 gennaio 1938, in forza alla 3ª Compagnia motociclistica della Aufklärungs-Abteilung (mot.) appartenente alla 3ª Panzerdivision. Con la sua  compagnia prese parte alle campagna di Polonia e alla battaglia di Francia. Il 15 gennaio 1941 fu assegnato alla 5ª  Leichten Division (motorizzata) operante in Africa Settentrionale Italiana. Lì fu promosso tenente e il 15 maggio 1941 gli fu conferita la Croce di Cavaliere della Croce di Ferro come comandante della 3ª compagnia (pesante) e fu menzionato nel Wehrmachtbericht del 29 aprile 1941. Il 10 settembre 1941 fu trasferito alla Scuola per truppe motorizzate di Wünsdorf e da lì, il 15 febbraio 1942, alla Scuola per truppe motorizzate di Krampnitz.
Dopo aver partecipato alla campagna d'Africa, dall'inizio di ottobre 1942, durante la battaglia di Stalingrado, ricoprì l'incarico di primo ufficiale d'ordinanza del comandante della 6. Armee, generale delle truppe corazzate Friedrich Paulus. Essendo uno degli ufficiali meglio informati del comando della 6. Armee, il 1° dicembre 1942 Paulus gli diede l'ordine di riferire personalmente ad Adolf Hitler, presso il quartier generale del Führer, sulla situazione disperata della 6ª Armata e di chiedere la ritirata. Paulus aveva già inviato diversi ufficiali superiori al quartier generale del Führer, ma tutte le loro missioni erano fallite. Paulus gli ordinò di richiedere un'immediata operazione di soccorso e rifornimenti aerei aggiuntivi. Se ciò non fosse stato possibile, alla 6. Armee sarebbe stato concesso di agire sotto la propria responsabilità, il che avrebbe significato la resa. L'ordine impartito a Behr rappresentava l'ultima possibilità per i soldati della 6ª Armata e egli ne era consapevole.
Il 12 gennaio 1943, due giorni dopo l'inizio dell'offensiva sovietica, partì dall'aeroporto di Pitomnik a bordo di un bombardiere Heinkel He 111 pieno di feriti, e un'ora e mezza dopo atterrò a Taganrog, sul Mar d'Azov. A bordo di un'automobile dello stato maggiore venne condotto dal comandante in capo del Gruppo d'armate del Don, feldmaresciallo Erich von Manstein a cui riferì, davanti ad altri ufficiali dello staff del feldmaresciallo, le richieste di Paulus. Descrisse la carestia che affliggeva le truppe tedesche, il tasso di perdite, la spossatezza dei soldati, la situazione dei feriti in attesa dell'evacuazione in mezzo alla neve, la scarsità di cibo, carburante e munizioni.
Manstein gli chiese espressamente di ripetere le stesse parole a Hitler e lo fece partire immediatamente in aereo per la Prussia orientale.  Presso il quartier generale del Führer, prese parte a due briefing, il primo il 14 gennaio 1943 e il secondo il giorno dopo. Prima della prima conferenza venne informato sulle tattiche di conversazione di Hitler da suo cognato Nicolaus von Below, aiutante di campo di del Führer per la Luftwaffe. Prima faceva un lungo monologo e poi interrompeva la "conversazione". Nell'anticamera attese Hitler circa dieci minuti, e quando quest'ultimo arrivò lo salutò con le parole Heil, Herr Hauptmann e poi lo condusse nella sala conferenze, dove erano presenti circa 20-25 ufficiali superiori. Dopo che Alfred Jodl ebbe esposto la situazione, egli avrebbe dovuto prendere la parola, ma venne interrotto da uno dei famosi monologhi di Hitler. Durante questa "conversazione" durata un'ora e mezza, Hitler si rivolse ripetutamente a lui con le parole: Riferisci questo al tuo colonnello generale. Dopo che Hitler ebbe terminato e stava per lasciare la stanza, egli chiese di riferire il suo rapporto, sottolineando l'ordine di Paulus di riferire la situazione senza abbellimenti. Hitler non interruppe il rapporto del capitano, nemmeno quando questi sottolineò le crescenti diserzioni dei soldati tedeschi. Wilhelm Keitel, Alfred Jodl, Walter Warlimont e Rudolf Schmundt, che stavano dietro a Hitler, cercarono di metterlo a tacere con gesti rabbiosi, e Keitel arrivò addirittura a minacciarlo alzando il dito indice. Dopo tre ore, in cui egli descrisse la situazione delle forze tedesche a Stalingrado, contestando l'insufficienza del ponte aereo messo in atto dalle Luftwaffe per il trasferimento dei rifornimenti, Hitler andò davanti ad una mappa punteggiata di bandierine e gli fece vedere una situazione diversa, arrivando a sostenere che un'intera Panzerarmee SS era pronta ad intervenire in soccorso alle truppe assediate. Egli sapeva perfettamente che le forze corazzate delle SS dirette al  fronte orientale avevano bisogno di molte altre settimane per arrivare.  Fu li che lui capì che Hitler aveva perso il contatto con la realtà e che la Germania aveva perso la guerra.
Il primo incontro venne interrotto e gli fu chiesto di partecipare nuovamente al briefing il giorno successivo. Alle 12:00 del giorno dopo arrivò alla presenza di Hitler insieme al feldmaresciallo Erhard Milch, al quale fu ordinato, in sua presenza, di aumentare considerevolmente lo sforzo della Luftwaffe per rifornire la sacca di Stalingrado. Convocato in seguito dal primo aiutante in capo di Hilter, Schmundt, quest'ultimo, dopo averlo interrogato sulle sue intenzioni, decise di non mandarlo nuovamente a Stalingrado, spedendolo a Melitopol, sul Mar Nero, alle dirette dipendenze dello stato maggiore speciale di Milch. Gli fu quindi negata l'opportunità di tornare a Stalingrado per non indebolire la volontà di resistenza di Paulus. Tentò ancora di rientrare nella sacca, ma venne fermato all'aeroporto di Taganrog. 
Durante la sua permanenza presso il quartier generale del Führer, fu avvicinato cautamente dal colonnello Hellmuth Stieff e da suo padre, ex guardiamarina, il tenente colonnello Bernhard Klamroth, che gli chiesero se volesse unirsi a certi piani di colpo di stato per abbattere Hitler. A causa del suo stretto rapporto con von Below, questo tentativo fu portato avanti con molta cautela. Entrambi lo misero in guardia contro von Manstein, il quale, sebbene parlasse in modo dispregiativo di Hitler tra i suoi ufficiali, nondimeno eseguiva volentieri i suoi ordini.
Vene poi trasferito alla Riserva del Führer il 1° marzo 1943 e assegnato allo stato maggiore della 79ª Infanterie-Division, prima di essere trasferito all'Accademia di guerra l'11 ottobre 1943. Al termine del suo addestramento, il 6 febbraio 1944 fu assegnato allo OKW e il 15 febbraio 1944 fu assegnato come Id allo stato maggiore del Gruppo d'armate B, sotto il comando di Erwin Rommel.
Dopo essere stato promosso a maggiore il 1° aprile 1944, partecipò all'invasione della Normandia il 6 giugno 1944, dopo essere stato trasferito allo stato maggiore il 1° giugno 1944. Passò poi agli ordini del feldmaresciallo Walter Model, e in questa veste fu coinvolto nelle ultime sanguinose battaglie in Olanda, in particolare nell'Operazione Market Garden. Fu uno degli ufficiali che seppellirono il corpo del feldmaresciallo Model sul posto dopo il suo  suicidio, nella sacca della Ruhr.
Quando, dopo la seconda guerra mondiale, il principe Bernardo dei Paesi Bassi fu sospettato di aver dato ai tedeschi i piani dell'imminente operazione aviotrasportata britannica, lui riuscì a scagionarlo da questo sospetto mediante una dichiarazione scritta e autenticata da un notaio. Dopo la guerra studiò presso l'Università di Bonn. Un decennio dopo la fine della guerra,  cercò il luogo di sepoltura del feldmaresciallo Model nei boschi isolati a sud di Duisburg, insieme a Hansgeorg Model, figlio del feldmaresciallo, recuperandone il corpo.
Negli anni cinquanta lavorò come convinto europeista presso l'Alta autorità della Comunità europea del carbone e dell'acciaio in Lussemburgo. Lì collaborò a stretto contatto con il Primo Segretario Generale dell'Alta Autorità della CECA, Max Kohnstamm, e successivamente come Capo dell'Ufficio Stampa e Capo di Gabinetto del Vicepresidente tedesco Franz Etzel. Dal 1958 al 1959 è stato Vice Segretario Generale della Commissione europea a Bruxelles. Ritornato in Germania, diresse aziende tedesche e fu, tra gli altri, direttore generale della società di Francoforte Telefonbau und Normalzeit (TN), Lehner & Co.. Dal 1961 al 1965 fu anche membro del consiglio di amministrazione della compagnia petrolifera Aral di Bochum. Ritiratosi a vita privata visse a Düsseldorf, spegnendosi a Hubbelrath il 25 aprile 2011.